# Metamora (Ohio)
Pour les articles homonymes, voir Metamora.
Metamora est un village américain situé dans le comté de Fulton, dans l’Ohio. Selon le recensement de 2010, sa population est de 627 habitants.